# Сінешть (Олт)
Сінешть, Сінешті (рум. Sinești) — село у повіті Олт в Румунії. Адміністративно підпорядковане місту Поткоава.
Село розташоване на відстані 113 км на захід від Бухареста, 24 км на схід від Слатіни, 69 км на схід від Крайови.

## Населення
За даними перепису населення 2002 року у селі проживали 998 осіб. Усі жителі села рідною мовою назвали румунську.
Національний склад населення села:
| Національність | Кількість осіб | Відсоток |
| -------------- | -------------- | -------- |
| румуни         | 993            | 99,5%    |
| цигани         | 5              | 0,5%     |